# Сафія Абді Гаасе
Сафія Абді Гаасе (араб. صفية عبدي هاس, норв. Safia Abdi Haase; нар. 5 травня 1959, Могадішо, Сомалі) — норвезька медсестра і громадський діяч сомалійського походження, що багато років перебуває на передньому краї боротьби з насильством щодо жінок, пройшовши через жіноче обрізання, примусовий шлюб, зґвалтування, психологічне і фізичне насильство. 2014 року за свої заслуги в області охорони здоров'я нагороджена Орденом Святого Олафа I класу, ставши першою жінкою, удостоєною цієї нагороди в Норвегії.

## Біографія
Сафія Абді Гаасе народилася 5 травня 1959 року в столиці Сомалі — Могадішо, в бідній сім'ї, яка належить одному з головних релігійних кланів країни — Шекал. Її батько Юсуф Абді Хілоле був учителем Корану і проповідував у Кенії, Танзанії та Уганді, а мати народила 14 дітей, з яких вижило лише четверо братів і сестер Сафії. У дев'ятирічному віці Сафія з подачі матері і її подруг без анестезії пройшла процедуру жіночого обрізання, що тривала кілька годин, у той час, як батько протестував проти цього. Кочове життя батька-вчителя врятувало її від насильної видачі заміж за кузена. Однак, в 18 років, з примусу матері, яка пригрозила проклясти свою дочку, Сафія вийшла заміж за двоюрідного брата. У шлюбі народилося три доньки, але сім'я не була щасливою: чоловік бив, ґвалтував і ображав Сафію. Вона жила з дочками в Кенії, в той час, як чоловік по роботі їздив в Ірак, Іран і Сирію. Після 14 років постійного побиття Сафія втекла з дочками в рідний дім, однак її там не прийняли, і їй довелося прийти до чоловіка, який знову її побив. Потім вона пішла в поліційну дільницю, але жодних дій не було проведено, після чого Сафія почала шукати шляхи для розлучення з чоловіком, звернувшись до шаріатського суду Кісуму, третього за величиною міста Кенії. Отримавши розлучення з допомогою свідчень батька, Сафія продала все своє майно, щоб виїхати з Африки, однак суми виявилося недостатньо, і вона була змушена «продати своє тіло», завагітнівши.
У 1992 році, під час громадянської війни, Сафія разом з дочками полетіла до Норвегії, і через деякий час зробила аборт. Сім'я жила в притулках для іммігрантів у Валдресе, серед вихідців з Косово та Боснії. 1993 року Сафія почала працювати перекладачем у центрі для іммігрантів у Гарстад. Потім, маючи формальну освіту, Сафія в 34 роки закінчила початкову і середню школу, і здобула кваліфікацію медсестри в Університетському коледжі Гарстада і в 2003 році — ступінь магістра в галузі міжнародного соціального забезпечення та політики в галузі охорони здоров'я Університету Осло. Після цього почала співпрацювати з благодійним фондом «Amathea» і з Міністерством юстиції Норвегії, взявши участь у створенні плану уряду проти завдання каліцтв жіночим статевим органам. У 2000-х роках вона переїхала в Галден і допомагала жінкам-іммігрантам включитися в трудове і соціальне життя міста, попутно сприяючи поліпшенню життя дівчаток і жінок в Сомалі й сомалійській громаді в Норвегії, боротьбі з расизмом і розвитку взаєморозуміння між різними культурами. 2002 року Карлом Є Рікардсеном знятий документальний фільм «Сафія і її дочки» — про їхнє пізнання норвезької культури, а в 2005 році Сафія стала почесним членом Жіночої асоціації громадського здоров'я Норвегії. Батьки Сафії померли в 2007 році, встигнувши побачити Норвегію, і вона змогла пробачити свою матір.
У 2014 році король Норвегії Харальд V удостоїв Сафію Абді Гаасе звання лицаря Ордена Святого Олафа I класу за роботу на благо жінок і умов життя дітей.

## Особисте життя
У Норвегії Сафія вдруге вийшла заміж і живе з сім'єю в Галдені та працює медсестрою.